# Carlo Chiabrano
Carlo Francesco Chiabrano, také Chabran, Chiabran, Ciabran, Ciabrano nebo Ciatrano, (12. února 1723 Turín – cca 1790?) byl italský houslista a skladatel.

## Život
Carlo Chiabrano pocházel z hudební rodiny. Byl synem tanečního mistra a houslisty Giovanni Nicola Chiabrana (1686-1776). Zásluhu na jeho hudebním vzdělání měl především jeho strýc, houslista a hudební skladatel Giovanni Battista Somis. Ve čtrnácti letech se stal členem turínského dvorního orchestru a operního orchestru divadla Teatro Regio.
Po roce 1740 odcestoval do Londýna, kde působil jeho bratr Francesco. V Londýně také dále studoval hru na housle u Pierre Vachona. V létě roku 1751 vystoupil jedenáctkrát v Paříži na veřejných koncertech cyklu Concert spirituel v Palais des Tuileries. Jeho vystoupení měla mimořádný úspěch u obecenstva i u kritiky. Byl jedním z prvních houslistů, který zvládl techniku dvojitých flažoletů.
Další životní události, místo a okolnosti jeho smrti jsou nejasné. Má se za to, že se vrátil do Francie a zemřel během Francouzské revoluce. Málo jasné jsou rovněž příbuzenské vztahy v rozvětvené rodině. Francesco Chiabrano (* 1719), působící jako hudebník v Londýně a Gaetana Chiabrano (1725-1802), violoncellista a skladatel, byli patrně jeho bratři.

## Dílo
- Six Sonates à violin seul et basse continue, op. 1 (Paříž 1768)
- Six favourite solos, per violino e basso continuo (ve spolupráci s C. A. Campionim, Londýn 1780)
- Six solos per violino e basso continuo, Londýn 1790;
- The favorite operadances for the year 1790 per pianoforte, Londýn 1790;
- Compleat instructions for the Spanish guitar, Londýn. 1795;
- Sinfonia (Paříž, rukopis)
- An elegant selection of songs,spanish bolleros other songs adapted for the spanish or harp-lute guittar
- 2 Solos per violoncello e basso (Londýn)
- La Sonata no. 5 in sol per violino e pianoforte publikovaná ve sbírce Les maîtres classiques du violon (Paříž)
- Klavírní skladby publikované ve sbírce H. Ph. Bosslera Neue Blumenlese für Klavierliebhaber, Speyer 1782-87